# Aeonium korneliuslemsii
Aeonium korneliuslemsii ist eine Pflanzenart aus der Gattung Aeonium in der Familie der Dickblattgewächse (Crassulaceae).

## Beschreibung

### Vegetative Merkmale
Aeonium korneliuslemsii wächst als mehrjähriger, wenig verzweigter Halbstrauch und erreicht Wuchshöhen von bis zu 1,5 Meter. Die glatten, kahlen, mehr oder weniger aufrechten bis aufsteigenden Triebe weisen einen Durchmesser von 10 bis 20 Millimeter auf und bilden häufig Gruppen. Ihre Rosetten erreichen einen Durchmesser von 5 bis 17 Zentimeter und sind in der Mitte abgeflacht. Junge Blätter sind eng aneinander gepresst. Die verkehrt eiförmigen oder verkehrt spateligen, blassgrünen bis gelblich grünen, schwach flaumhaarigen Laubblätter sind 4 bis 9 Zentimeter lang, 2 bis 3 Zentimeter breit und 0,15 bis 0,3 Zentimeter dick. Zur Spitze hin sind sie gestutzt oder gerundet. Die Basis ist keilförmig. Der Blattrand ist mit geraden oder gebogenen Wimpern besetzt, die 0,4 bis 1 Millimeter lang sind.

### Generative Merkmale
Der Blütenstand weist eine Länge von 5 bis 20 Zentimeter und eine Breite von 5 bis 18 Zentimeter auf. Der Blütenstandsstiel ist 10 bis 13 Zentimeter lang. Die sieben- bis neunzähligen Blüten stehen an einem 3 bis 8 Millimeter langen, schwach flaumhaarigen Blütenstiel. Ihre Kelchblätter sind spärlich bis deutlich schwach flaumhaarig. Die gelben, lanzettlichen, elliptischen, zugespitzten, gelegentlich ausgerandeten Kronblätter sind 4,5 bis 6 Millimeter lang und 1,5 bis 2,5 Millimeter breit. Die Staubfäden sind kahl.

### Chromosomenzahl
Die Chromosomenzahl beträgt 2n = 72.

## Systematik und Verbreitung
Aeonium korneliuslemsii ist im Südwesten von Marokko verbreitet. 
Die Erstbeschreibung durch Ho-Yih Liu wurde 1989 veröffentlicht. Die Artbezeichnung ehrt den niederländisch-amerikanischen Botaniker Kornelius Lems (1931–1968).
Ein nomenklatorisches Synonym ist Aeonium arboreum subsp. korneliuslemsii (H.Y.Liu) Dobignard (2011).

## Nachweise